# Народный Сейм (Литва)
Народный сейм (лит. Liaudies Seimas) — парламент Литовской Республики с 21 июля 1940 года по 5 августа, а также Литовской ССР с 5 по 25 августа 1940 года. Первые и последние выборы в Народный Сейм прошли с 14 по 15 июля 1940 года. После советского ультиматума в июне 1940 года было сформировано новое просоветское правительство, известное как Народное правительство, которое распустило Четвертый Сейм и объявило выборы в Народный Сейм. 21 июля состав Народного сейма, провозгласившего Литовскую советскую социалистическую республику и обратившегося в Москву по поводу принятия Литвы в состав СССР, включал 67 литовцев и четверых евреев (в то время евреи составляли 8 % от общей численности населения Литвы), и, помимо того, семерых представителей других национальностей. Основная поддержка советского режима была предоставлена прежде всего, разумеется, со стороны Коммунистической партии Литвы (КПЛ).
Новый парламент единогласно принял резолюцию о провозглашении Литовской Советской Социалистической Республики и ходатайствовал о приеме в Советский Союз в качестве республики. Верховный Совет СССР принял петицию Литвы 3 августа 1940 года. Народный Сейм принял новую конституцию, точную копию Конституции СССР 25 августа 1936 года, и переименовал себя в Верховный Совет Литовской ССР.

## Предыстория

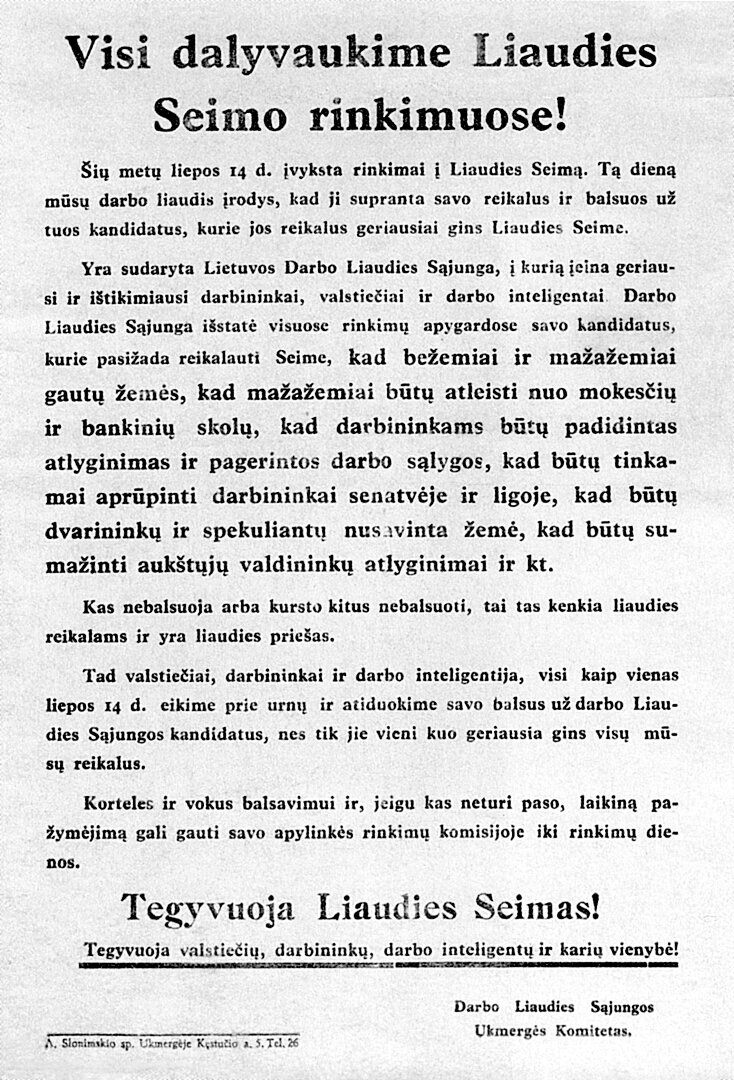
Предвыборный плакат Народного Сейма

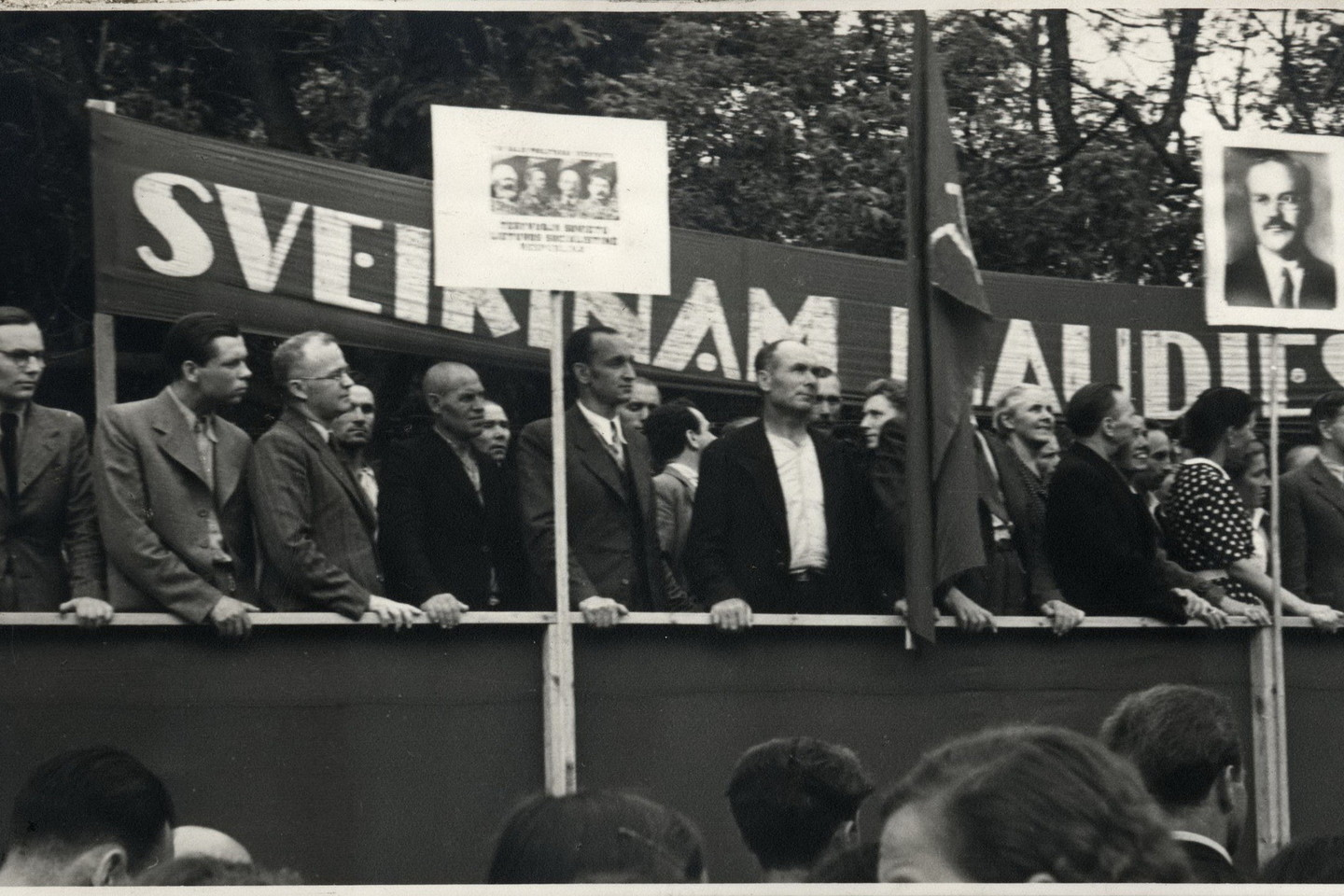
Члены Народного сейма во время митинга в поддержку его резолюций в 1940 году

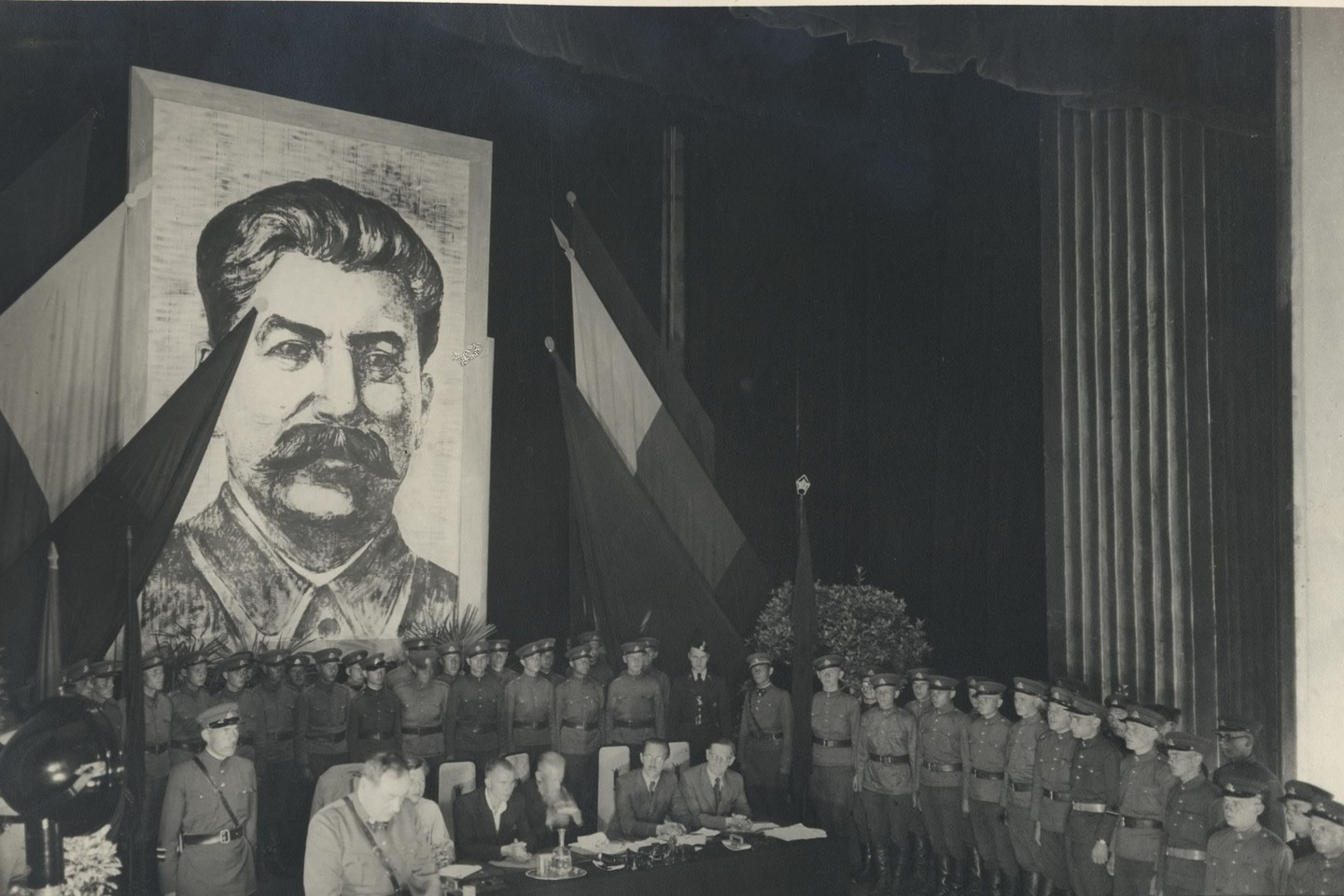
Делегация Литовской Народной Армии участвует в заседании Народного Сейма в 1940 году.

Территории, присоединенные к Российской империи в результате трех разделов Речи Посполитой, за исключением Курляндии, не получили никаких прав автономного устройства. Из части этих земель были образованы Виленская, Гродненская и Ковенская губернии, а из территорий Занеманья с значительным числом литовского населения — Сувалкская губерния, вошедшая в Варшавское генерал-губернаторство. В 1917 году, несмотря на германскую оккупацию, в литовских землях после Февральской революции в России, также как и в других регионах бывшей империи, активизировались движения за национальное самоопределение, начали создаваться органы местного самоуправления. В сентябре 1917 г. они образовали Литовский совет (Литувос Тариба). В декабре 1917 г. Тариба обнародовала декларацию «О вечных союзных связях Литовского государства с Германией». 16 февраля 1918 г. она провозгласила независимости Литовского государства, а летом того же года объявила о введении в нем монархического правления и пригласила на литовский престол германского принца фон Ураха. После поражения Германии в I-ой мировой войне руководство Литовской Республики, отказавшееся от монархических планов, стало получать экономическую и военную помощь от стран Антанты. Между тем, в 1917—1918 гг. наряду с имеющимися органами власти, в Литве начали формироваться Советы рабочих, солдатских и крестьянских депутатов, ориентированных на союз с Советской Россией.
Как и в других республиках Прибалтики, в Литве одновременно существовали буржуазные и советские органы власти и зла гражданская война. С конца 1918 до 1920 г. Красная армия воевала в Литве на стороне советов. 22 декабря 1918 г. СНК РСФСР признал независимости Литовской ССР. Стремление к укреплений военно-политических связей между РСФСР и другими советскими республиками получило юридическое оформление в Декрете ВЦИК от 1  июня 1919 г. «Об объединении Советских Республик: России, Украины, Латвии, Литвы, Белоруссии для борьбы с мировым империализмом». В это время советская власти была установлена на всей территории Литвы. Исходя из соображений военно-политической целесообразности, советское руководство 18—20 февраля 1919 г. на Первом Съезде Советов рабочих, крестьянских, красноармейских депутатов приняло решение об объединении Белорусской и Литовской Советских республик и создании единой Литовско-Белорусской Советской Республики (Литбела). Кратковременные успехи Красной армии в Литбеле вскоре сменились её поражениями. Литбела прекратила свое существование.
Мирный договор между Литовской Республикой и РСФСР был подписан в Москве 12 июля 1920 г.
Согласно германо–советскому договору о границе и дружбе, Литва была отнесена к советской сфере влияния. Почти сразу же литовские дипломаты были приглашены в Москву для переговоров. Советы предложили советско–литовский договор о взаимопомощи: Литва получит часть Вильнюсского региона в обмен на советские базы на территории Литвы. 14 июня 1940 года Советский Союз предъявил Литве ультиматум, требуя сформировать новое просоветское правительство и разрешить неопределенному числу солдат Красной Армии войти на территорию Литвы. 

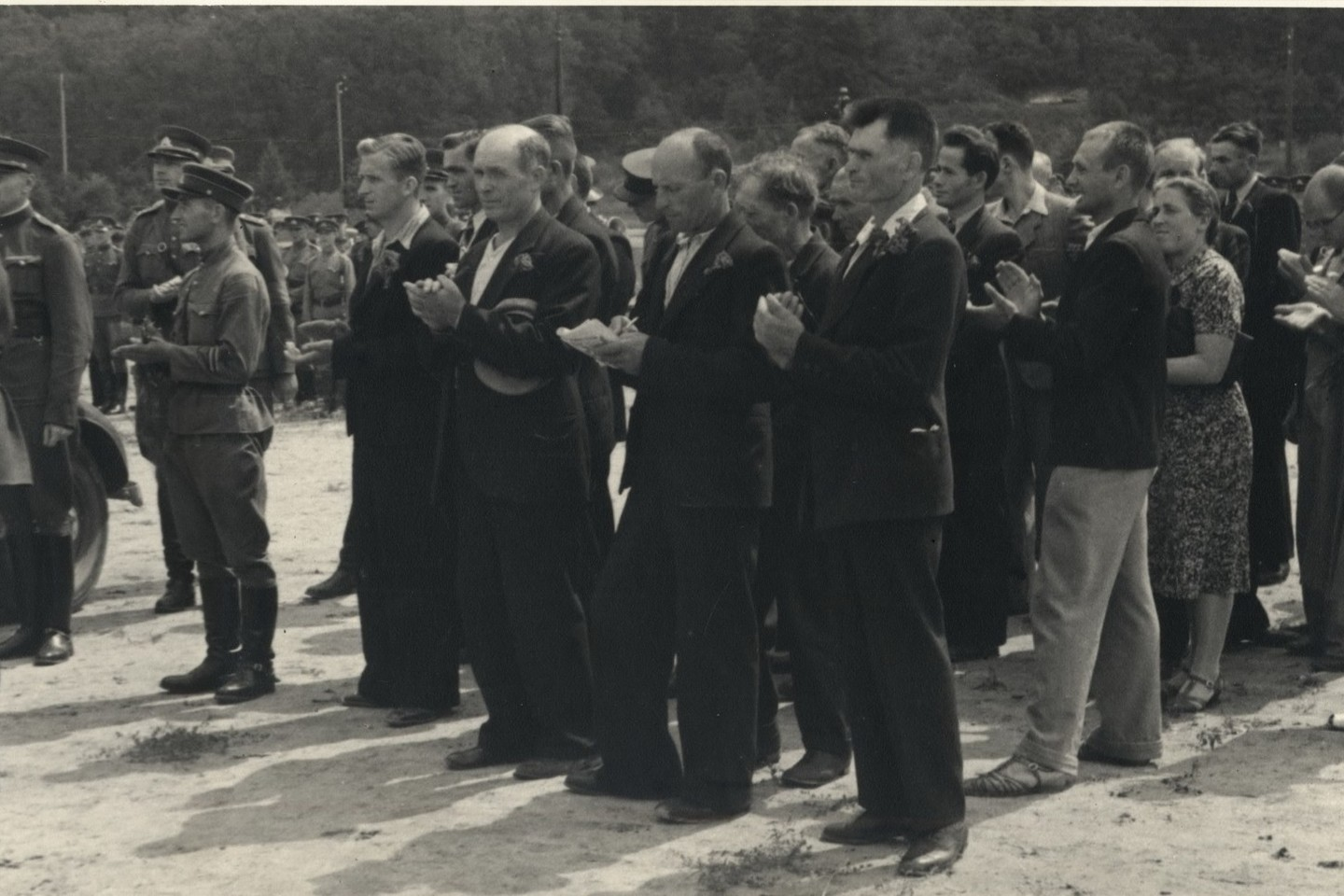
Встреча членов Народного Сейма с солдатами Литовской народной армии в июле 1940 года

Литва приняла ультиматум, и 15 июня Красная Армия вошла на территорию Литвы. Президент Антанас Сметона выступил против "оккупации" и в знак протеста бежал из страны. Перед своим уходом он передал свои полномочия на временной основе премьер-министру Антанасу Меркису, который был следующим в очереди наследования по Конституции 1938 года. 16 июня Меркис объявил в эфире национального радио, что он сверг Сметону и теперь сам является президентом. Меркис назначил новое просоветское правительство во главе с левым журналистом Юстасом Палецкисом, которое позже стало известно как Народное правительство. После этого, Меркис подал в отставку, оставив Палецкиса исполняющим обязанности президента. Новым премьер-министром стал писатель Винкас Креве-Мицкявичюс. Считается, что с этого момента Литва утратила свою независимость.

## Избрание

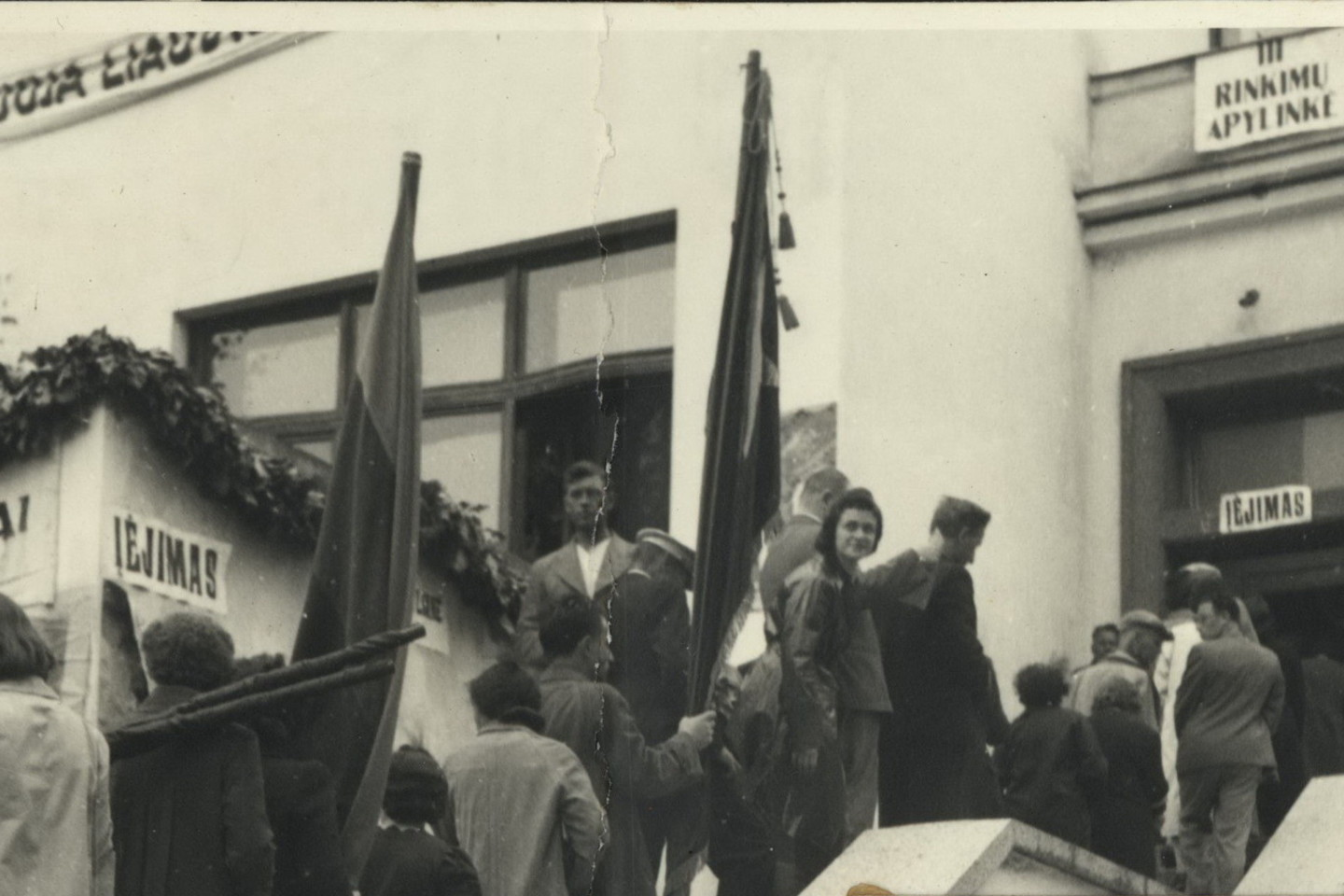
Выборы в Народный сейм в Каунасе. 1940 год

1 июля правительство Палецкиса объявило о выборах в новый парламент, Народный сейм, которые должны состояться 14 июля. Вскоре после этого правительство объявило о создании Союза трудящихся Литвы. Избирателям был представлен единый список кандидатов, включая в том числе и некоммунистов. Каждому избирателю после голосования ставили штамп в его паспорте. Согласно официальным результатам, явка избирателей достигла 95 процентов. Большая часть первоначальных записей о выборах была уничтожена. Оставшиеся фрагменты показывают, что явка действительно была высокой, но многие бюллетени были недействительными (пропущены, уничтожены, оставлены незаполненными или помечены антисоветскими лозунгами). Профсоюзный список получил более 99 % голосов, что было объявлено еще до закрытия избирательных участков. Считается, что в ходе выборов имела место массовая фальсификация выборов.

## Члены Народного Сейма
1. Йонас Абаконис, крестьянин, 30 лет, Укмерге.
2. Бируте Абдулскайте-Слапшене, секретарь LKP (член с 1933) г. Кретинги, 27 лет, Тельшяй.
3. Людас Адомаускас, государственный контролер, LKP, 60 лет, Тельшяй.
4. Пранас Аксионайтис, LKP (1936), подпольщик, вице-мэр Юрбаркаса, 58 лет, Шяуляй.
5. Юргис Алишаускас, сельскохозяйственный рабочий, 29 лет, Укмерге.
6. Казис Бальчюнас, крестьянин-середняк,  45 лет, Алитус.
7. Феликсас Балионис, крестьянин, 56 лет, Алитус.
8. Юозас Банайтис, учитель, директор радио, 32 года, Каунас.
9. Болесловас Баранаускас, LKP (1921), 38 лет, Шяуляй.
10. Антанас Баужа, LKP (1932), 39 лет, Тельшяй.
11. Юргис Беляускас, фермер, 18 га земли, 50 лет, Мариямполе.
12. Витаутас Беляускас, LKP, солдат, рядовой, 23 года, Каунас.
13. Владас Биржиетис, LKP, политрук 4-го пехотного полка ЛДК Миндовга, 27 лет, Паневежис.
14. Игнас Будёнов, унтер-офицер, 23 года, Вильнюс.
15. Антанас Буткус,  фермер, 31 год,  Тельшяй.
16. Пятрас Цвирка, писатель, 31 год, Алитус.
17. Альфонсас Чеснайтис, рабочий, 32 года, Укмерге.
18. Адомас Дамбраускас, сельскохозяйственный рабочий, 48 лет, Укмерге.
19. Пятрас Даукшис, плотник, 32 года, Мариямполе.
20. Ицикас Демба, LKP (1932), техник, 33 года, Паневежис.
21. Юозас Демскис, LKP (1932),  3 га земли, 57 лет, Мариямполе.
22. Каролис Диджюлис-Гросманас, уполномоченный по Вильнюсскому уезду LKP (член с 1919), 46 лет, Вильнюс.
23. Викторас Диткявичюс, солдат, 22 года, Мариямполе.
24. Людас Довиденас, писатель, 33 года, Паневежис.
25. Пранас Эйдукайтис, крестьянин, 60 лет, Мариямполе.
26. Барелис Фридманас,  LKP (1932), юрист, 36 лет, Вильнюс.
27. Антанас Гармус, врач, мэр города Каунаса, 60 лет, Каунас.
28. Мечис Гедвилас, LKP (1934), министр внутренних дел, 40 лет, Тельшяй.
29. Людас Гира, писатель, 50 лет, Укмерге.
30. Юозас Глотнис, крестьянин, 43 года, Каунас.
31. Юозас Григалавичюс, LKP (1933), партсекретарь Рокишкисского уезда, 27 лет, Паневежис.
32. Александрас Гудайтис-Гузявичюс,  LKP (1927), уполномоченный по безопасности, 32 года, Укмерге.
33. Владас Гутаускас, крестьянин, 41 год, Укмерге.
34. Владас Ячунскас, крестьянин, 30 лет, Алитус.
35. Вацловас Ядзгявичюс, слесарь, 42 года, Вильнюс.
36. Стефан Ендриховский, доктор юридических наук, 30 лет, Вильнюс.
37. Эдуардас Ясутис, крестьянин, 34 года, Шяуляй.
38. Ромуальдас Юкнявичюс, директор театра, 34 года, Вильнюс.
39. Хенрикас Качинскас, актер, 40 лет, Шяуляй.
40. Домас Казимерайтис, малоземельный крестьянин, 40 лет, Шяуляй.
41. Мария Кутрайте,  LKP (1934), 29 лет, Паневежис.
42. Игнас Лауцис, фермер, 62 года, Паневежис.
43. Йонас Малашинскас, крестьянин, 41 год, Укмерге.
44. Михалина Мешкаускене,  LKP (1935), 33 года, Мариямполе.
45. Марийонас Мицейка, секретарь LKP (член с 1932) г. Вильнюса, 29 лет, Вильнюс.
46. Матас Мицкис, министр сельского хозяйства, 42 года, Паневежис.
47. Пранас Микус, агроном, 38 лет, Мариямполе.
48. Антанас Миконис, рабочий, 24 года, Паневежис.
49. Петре Миланчюте, фармацевт, 27 лет, Алитус.
50. Нохас Мокявичюс, учитель, 35 лет, Шяуляй.
51. Степас Мураускас, крестьянин, 9 га земли, 50 лет, Паневежис.
52. Стасис Орентас, крестьянин-середняк, 31 год, Шяуляй.
53. Повилас Пакарклис, адвокат, 38 лет, Алитус.
54. Геновайте Палецкене, учительница (жена Юстоса Палецкиса), 38 лет, Шяуляй.
55. Ян Пашкевич, фермер, 48 лет, Вильнюс.
56. Пятрас Паукснис, LKP (1938),  38 лет, Паневежис.
57. Казимерас Петраускас, LKP (1937), 26 лет, Паневежис.
58. Пранас Петраускас, фермер, 42 года, Каунас.
59. Йонас Плечкайтис, крестьянин, 45 лет, Мариямполе.
60. Стасис Пупейкис, LKP (1928), министр транспорта, 35 лет, Укмерге.
61. Пятрас Раманаускас, рабочий, 26 лет, Алитус.
62. Алексас Ражанаускас, LKP (1934), рабочий, 26 лет, Алитус.
63. Раполас Римджюс, рабочий, 35 лет, Шяуляй.
64. Юозас Рылишкис, рабочий, 43 года, Шяуляй.
65. Домас Роцюс, LKP (1926), председатель Тельшяйского исполкома, 36 лет, Тельшяй.
66. Антанас Снечкус, LKP (1920), политзаключенный, 37 лет, Каунас.
67. Ирена Штачелска-Дзевицка, врач, 29 лет, Вильнюс.
68. Александра Сташкевичюте, солистка оперы, 40 лет, Каунас.
69. Мотеюс Шумаускас, LKPП (1924), политзаключенный, 35 лет, Каунас.
70. Юозас Швитра, солдат, 22 года, Шяуляй.
71. Томаш Тамулявичюс, LKP (1933), рабочий, 25 лет, Алитус.
72. Йонас Тауринскас, член Тельшяйской LKP с 1918 года, 50 лет, Тельшяй.
73. Йонас Тверкус, хуторянин, 35 лет, Шяуляй.
74. Стасе Вайнейкене, мэр Паланги, 54 года, Тельшяй.
75. Антанас Венцлова, писатель, министр образования, 34 года, Каунас.
76. Янкелис Виницкис, LKP (1927), строитель, 35 лет, Каунас.
77. Стасис Волковичюс, рабочий, 46 лет, Вильнюс.
78. Пранас Зибертс, LKP (1919), политзаключенный, 47 лет, Шяуляй.
79. Романас Жебенка, агроном, 34 года, Шяуляй.

## Присоединение к СССР

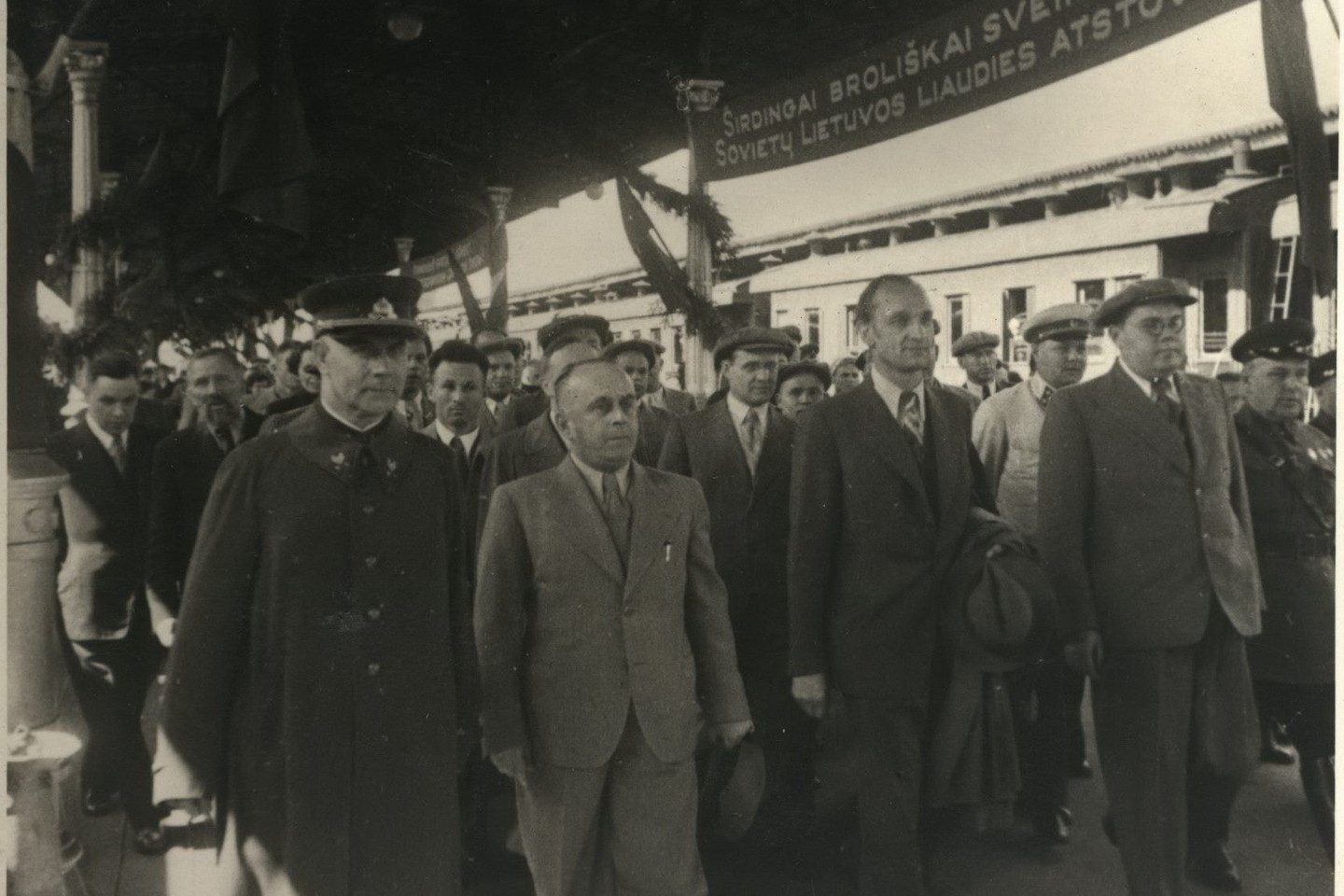
Члены Полномочной комиссии Народного сейма, приехавшие в Москву и привезшие декларацию с просьбой о присоединении Литвы к Советскому Союзу.

14 июля 1940 г. прошли выборы в национальный парламент Литовской республики. Свыше 90 % избирателей голосовали за кандидатов демократического Союза трудового народа. Собравшийся 21—23 июля 1940 г. Народный сейм принял ряд важнейших документов, которые и определяли судьбу литовского народа на ближайшую перспективу:
- «Декларацию о государственном строе»;
- «Декларацию о вхождении Литвы в состав Союза Советских Социалистических Республик»;
- «Декларацию об объявлении земли всенародным достоянием»;
- «Декларацию о национализации банков и крупной промышленности»

В декларации о вступлении Литвы в СССР от 21 июля 1940 г. подчеркивалось, что «если Литва не была покорена панской Польшей, если Литве возвращена её древняя столица — город Вильнюс, если Литва осталась в стороне от бушующего пламени войны,… то это благодаря Советскому Союзу».
3 августа 1940 г. Верховный Совет СССР удовлетворил просьбу Литвы о вхождении её в состав СССР в качестве равноправной союзной республики. 25 августа того же года Чрезвычайная сессия Народного сейма приняла Конституцию Литовской Советской Социалистической Республики.
В сентябре — октябре 1940 г. в Литовской республике была проведена земельная реформа, в ходе которой ликвидировалось крупное землевладение. Частная собственность на землю сохранялась. Предельная норма землевладения ограничивалась 30 га. В то же время земельные наделы увеличили более 75 тыс. малоземельных и безземельных крестьян.

## Публичное собрание 1942 года
30 августа 1942 года, во время оккупации Литвы Германией,  в зале Каунасского военного музея состоялось публичное собрание бывших членов Народного правительства (проф. Винцас Креве-Мицкявичюс, Юргис Глушаускас) и депутатов Народного сейма (Антанас Гармус, Пранас Микус, Людас Довиденас, Хенрикас Качинскас, Ромуальдас Юкнявичюс, Стасе Вайнейкене, Владас Биржиетис, Петре Миланчюте), на котором участники критически отзывались о выборах и методах организации Народного Сейма.  Материалы этого собрания были опубликованы в Литве в 3-м томе "Lietuvių archyvas", издания Бюро исследований о советском терроре и первой советской оккупации Литвы.